# Combined Joint Task Force - Horn of Africa

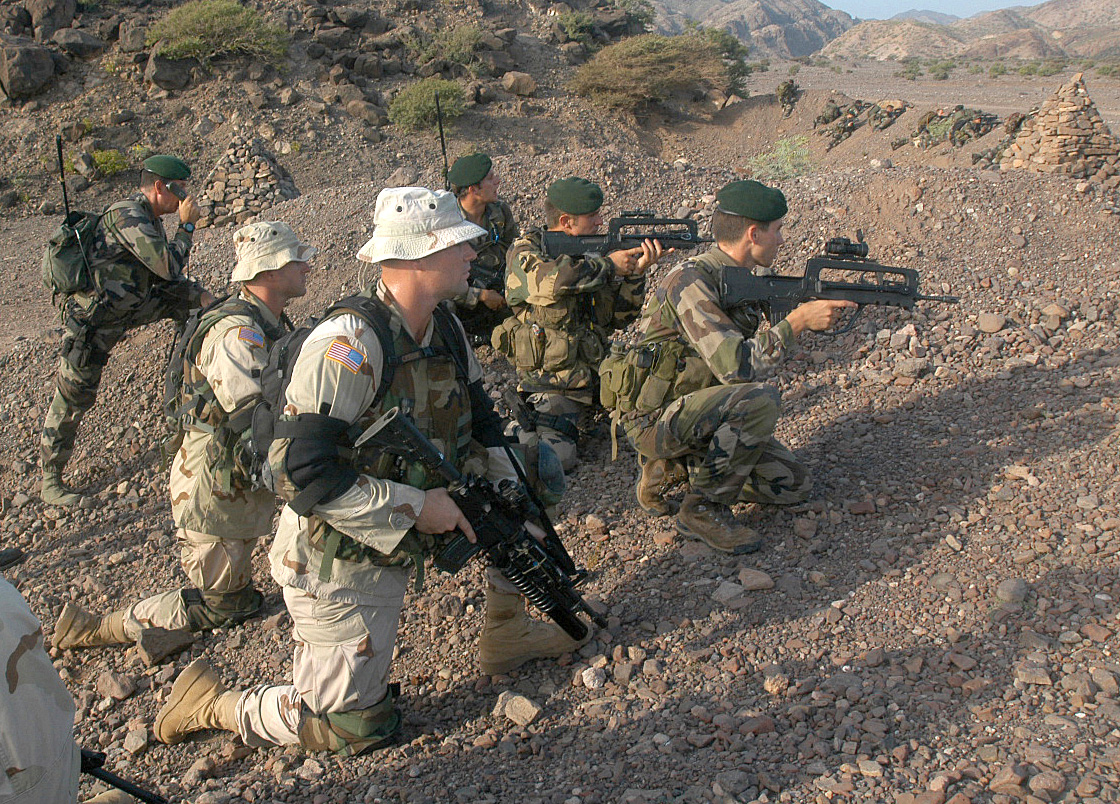
Soldati statunitensi e francesi a Gibuti

La Combined Joint Task Force - Horn of Africa (CJTF-HOA) è una forza militare statunitense di stanza a Gibuti.

## Storia
Venne costituita a Camp Lejeune il 19 ottobre 2002, e una squadra di suoi membri si imbarcò nel novembre 2002 sulla USS Mount Whitney per riposizionarsi nel Corno d'Africa l'8 dicembre. La squadra si rilocò a Camp Lemonnier, installazione statunitense a Gibuti il 13 maggio 2003, e da allora ha operato a partire da quella base; il suo personale è sia civile che militare, appartenente alle varie agenzie nazionali statunitensi.  La componente navale multinazionale prende il nome di Combined Task Force 150 (CTF-150) e opera sotto la direzione della Quinta Flotta della US Navy. Entrambe queste grandi unità sono sempre state in passato parte dell'United States Central Command. Nel febbraio 2007, il Presidente degli Stati Uniti George W. Bush annunciò la formazione dell'United States Africa Command che assunse la guida di tutte le operazioni nell'area dove operava il CJTF-HOA nell'ottobre 2008..
Uno dei compiti della task force era di addestrare unità selezionate provenienti dalle forze armate del Gibuti, del Kenya e dell'Etiopia ad apprendere tattiche di anti-terrorismo e anti-insurrezione. Tra le attività umanitarie condotte dalla CJTF-HOA sono comprese la ricostruzione di scuole e di cliniche mediche, oltre alla somministrazione di servizi sanitari alle nazioni da cui provengono le forze militari addestrate.
Il programma fa parte dell'iniziativa anti-terroristica trans-sahariana (Trans-Saharan Counterterrorism Initiative), poiché il personale CJTF assiste anche l'addestramento delle forze armate di Ciad, Niger, Mauritania e Mali. Tuttavia, la guerra al terrore non include il Sudan, dove oltre 400 000 persone hanno perso la vita a causa di terrorismo sponsorizzato dallo stato stesso.